# Горна Душегубица
Горна Душегубица (на македонска литературна норма: Горна Душегубица; на албански: Dushegubica e Epërme) е село в община Кичево, в западната част на Северна Македония.

## География
Селото е разположено в областта Горна Копачка в южното подножие на планината Бистра.

## История
В XIX век Горна Душегубица е чисто българско село в Кичевска каза на Османската империя. Според статистиката на Васил Кънчов („Македония. Етнография и статистика“) към 1900 година в Душегубица (Горна и Долна) и Кленоец живеят 580 българи-християни.
През есента на 1900 година албанският разбойник Рамдук със 110 души чета напада Горна или Долна Душегубица е в отговор на убийството на Абдураман бей от Дебър от четата на Дуко Тасев. Изгорени са 40 къщи и са убити един старец, една жена и момче на 11 години.
На Етнографската карта на Битолския вилает на Картографския институт в София от 1901 година Душигупци е чисто българско село в Кичевската каза на Битолския санджак с 25 къщи.
Селото пострадва през Илинденско-Преображенското въстание.
Цялото село е под върховенството на Българската екзархия. По данни на секретаря на екзархията Димитър Мишев („La Macédoine et sa Population Chrétienne“) в 1905 година в Душегубица има 240 българи екзархисти.
При избухването на Балканската война в 1912 година 2 души от Душегубица (Горна или Долна) са доброволци в Македоно-одринското опълчение.
След Междусъюзническата война в 1913 година селото попада в Сърбия.
На етническата си карта на Северозападна Македония в 1929 година Афанасий Селишчев отбелязва Душогубица (Горна и Долна) като българско село.
В 1930 – 1936 година селяните в Душегубица изграждат църквата „Света Богородица“. Иконостасът е дело на резбарите Васил и Петко от село Гари.
Според преброяването от 2002 година селото има 4 жители македонци.
От 1996 до 2013 година селото е част от община Другово.